# Amphisbaena gracilis
Amphisbaena gracilis е вид влечуго от семейство Amphisbaenidae.

## Разпространение
Видът е разпространен във Венецуела.